# 千富町
千富町（せんとみちょう）は、青森県青森市の地名である。郵便番号は030-0854。

## 地理
青森市市街地のやや南寄りに位置する。北から西は久須志・浪館前田、東から南は北金沢・金沢に接する。域内はほとんどすべてが住宅地であり、西の幹線道路沿いが商店街となっている。東端を万太郎堰が流れ、その西岸に一本松と呼ばれる松の木がある。

## 歴史
地内は昭和30年代まで水田であったが、その後に宅地開発された場所である。千富町という地名は、かつての小字名の、沖館字千刈の「千」と西滝字富永の「富」を取って名付けられたものである。

### 沿革
- 1973(昭和48)年11月1日 - 青森市南部地区の住居表示整備事業が実施され、千富町一・二丁目が置かれた。

### 町名の変遷
| 実施後       | 実施年月日    | 実施前                         |
| ------------ | ------------- | ------------------------------ |
| 千富町一丁目 | 1973年11月1日 | 沖館字千刈の一部               |
| 千富町二丁目 | 1973年11月1日 | 沖館字千刈、西滝字富永の各一部 |

## 世帯数と人口
2022年（令和4年）12月1日現在の世帯数と人口は以下の通りである。
| 町丁         | 世帯数   | 人口   |
| ------------ | -------- | ------ |
| 千富町一丁目 | 570世帯  | 966人  |
| 千富町二丁目 | 444世帯  | 813人  |
| 合計         | 1014世帯 | 1779人 |

## 小・中学校の学区
市立小・中学校に通う場合、学区は以下の通りとなる。
| 町名         | 番地 | 小学校             | 中学校             |
| ------------ | ---- | ------------------ | ------------------ |
| 千富町一丁目 | 一部 | 青森市立千刈小学校 | －                 |
| 千富町一丁目 | 一部 | 青森市立金沢小学校 | －                 |
| 千富町一丁目 | 全部 | －                 | 青森市立古川中学校 |
| 千富町二丁目 | 一部 | 青森市立金沢小学校 | 青森市立古川中学校 |
| 千富町二丁目 | 一部 | 青森市立泉川小学校 | 青森市立西中学校   |

## 交通

### 鉄道
域内に鉄道はない。

### 道路
- 浪館通り - 青森県道44号青森環状野内線。町の西端を通る幹線道路。

### バス
- 青森市営バス - P 浪館通り線　古川中学校前・久須志四丁目・富永

## 主な施設
- 千富保育園
- 千富公園
- 青森千富郵便局
- 沖館変電所